# Patología bucal
La patología bucal u oral es una rama de la odontología que se encarga de la naturaleza, identificación y tratamiento de las alteraciones y enfermedades localizadas en la cavidad oral, maxilar, mandíbula y órganos dentarios (comprendiendo todas las estructuras que lo conforman), así como las relaciones que estas guardan con problemas sistémicos.
Es una ciencia que estudia las causas, procesos y efectos de las enfermedades que aquejan al complejo oral y maxilofacial. La práctica de la patología bucal incluye la investigación y diagnóstico usando exámenes clínicos, radiográficos, microscópicos y bioquímicos así como el manejo de la entidad patológica.

## Historia
Tuvo sus orígenes durante la "Época dorada de la Odontología" (1835 a 1860) con la creación de la Asociación Dental Americana (ADA) y fue establecida como cátedra universitaria por primera vez en 1840 en la Escuela Dental de Baltimore, Maryland en los Estados Unidos.
La patología bucal como especialidad de la odontología tuvo sus orígenes presumiblemente en 1950 cuando se creó el American board of Oral Pathology, una vez formada la Academia Americana de Patología Oral (1948) con profesionales dedicados exclusivamente al estudio de la misma.
Jens Jørgen Pindborg 1921-1995 reconocido patólogo bucal descubridor del tumor odontogénico de células epiteliales calcificantes, que lleva su nombre, participó constantemente en las clasificaciones de las enfermedades orales de la Organización Mundial de la Salud.

## Métodos diagnósticos
Por estar tan íntimamente relacionada con la Odontología y ser rama de la Patología, después del análisis clínico hace uso de métodos auxiliafres de diagnóstico como la imagenología (radiografías dentales y de cabeza y cuello, tomografía computarizada, resonancia magnética, etc), biopsia, tinciones con análisis posterior en microscopio, patrones de inmunofluorescencia y diversos estudios de laboratorio.

## Educación en América Latina
México posee tres instituciones dedicadas al entrenamiento profesional enfocado a la Patología Bucal. La Universidad Nacional Autónoma de México (UNAM), que ofrece la Especialidad en Patología bucal. La Universidad Autónoma Metropolitana Unidad Xochimilco (UAM), en la Ciudad de México, ofrece desde 1983 un programa de Maestría en Patología y Medicina Bucal, donde se combinan los aspectos clínicos (Medicina) y microscópicos (Patología). La Universidad de Guadalajara, tiene un programa de reciente creación. Para ingresar a estos programas, es necesario contar con título de Odontólogo o Médico Estomatólogo, aunque en el caso de la UAM, el programa acepta Médicos y MVZ. La Escuela Nacional de Estudios Superiores Unidad León de la UNAM, que ofrece un posgrado en Patología Oral y Maxilofacial.